# Heracleum akasimontanum
Heracleum akasimontanum är en flockblommig växtart som beskrevs av Gen-Iti Koidzumi. Heracleum akasimontanum ingår i släktet lokor, och familjen flockblommiga växter. Inga underarter finns listade i Catalogue of Life.